# NE1000
NE1000/NE2000은 1987년 노벨이 최초로 개발한 초기의 저가 이더넷 네트워크 카드들이다. 이 카드들이 대중화되면서 네트워크를 컴퓨팅에 보급시키는데 중요한 역할을 하였다. 8390 이더넷 칩을 사용한 내셔널 세미컨덕터 프로토타입 디자인에 기반을 둔다.

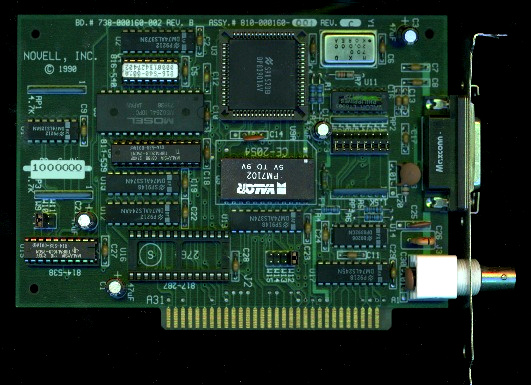
NE1000 8비트 ISA 카드 (리비전 B, 트랜시버를 위해 AUI 포트 추가)

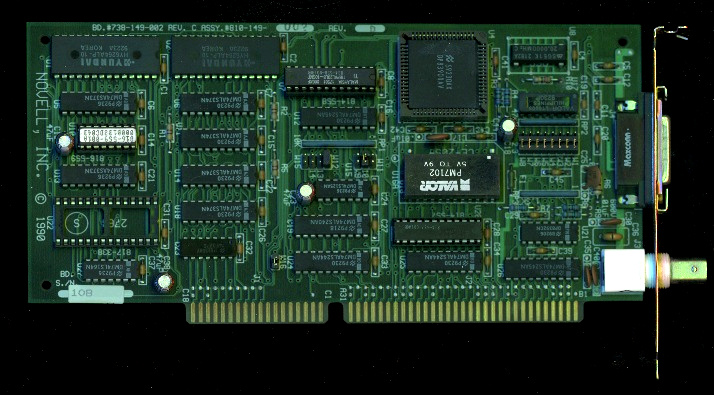
NE2000 16비트 ISA 카드 (리비전 B, 트랜시버를 위해 AUI 포트 추가)

## 역사
1980년대 말, 노벨은 하드웨어 서버 비즈니스를 버리고 대표 넷웨어 제품을 물리 네트워크 구현체와 토폴로지와 독립적인 PC 기반 서버 운영 체제로 변화시키는 방법을 강구하고 있었다. 서버 운영 체제와 프로토콜이 차별화된 기술이 되게 하기 위해 노벨은 네트워킹 기술을 대중화하고 네트워크 카드를 일반 상품화할 필요가 있었다.
이 전략의 주요 부분들 중 대부분이 이미 준비되었다. 이더넷과 토큰링(그 중에)은 전기 전자 기술자 협회 802 표준 위원회에 의해 성문화되었다. 초안은 1990년 들어서야 공식 채택되었으나 그 전에 이미 널리 사용되었고 어떠한 업체의 카드들은 전적으로 동일 802 워킹 그룹을 준수하는 카드와 유선 호환이 될 정도였다. 그러나 일반적으로 네트워킹 하드웨어 업체들과 특히 산업 리더들인 3Com, IBM은 자사의 하드웨어에 고가의 비용의 금액을 매겼다.
이것과 싸우기 위해 노벨은 자사의 카드를 개발하기로 결정하였다. 최소한의 연구개발, 공학, 제조 비용으로 이것들을 생산하기 위해 노벨은 8390 이더넷 칩을 사용한 내셔널 세미컨덕터가 개발한 프로토타입 디자인을 구현하였다. 내셔널 세미컨덕터는 이 부분에 대해, 디자인 사용에 대해 거리낌이 없었다. 내셔널 세미컨덕터 칩을 사용하면서 이 제안은 거의 순수익이 되었다. 그러나 설계가 개념 증명(PoC) 프로토타입으로만 고안되었던 까닭에 최소한의 기능만 구현되었다: DMA 대신 PIO가 사용되었으며 버퍼링이 제공되지 않았고 트랜시버 사용을 계획에 두고 있지 않았다.
오리지널 카드는 NE1000(8비트 ISA. 1987년 2월 495 USD에 'E-Net 어댑터'라는 이름으로 발표됨)였다. "NE"는 노벨 이더넷(Novell Ethernet)을 의미한다.

### NE2000
PC AT의 16비트 ISA 버스를 이용한 NE2000은 1988년 출시되었다. 씬 이더넷을 사용한다. 두 번째 "B" 리비전은 보조 장치 인터페이스(Attachment Unit Interface, AUI) 포트를 추가하여 트랜시버를 지원하였으며 이후 모델인 NE1000T와 NE2000T는 내장 10BASE-T 지원을 추가하였다.

## 지원 운영 체제
넷웨어 외에 이 카드들의 드라이버 지원은 (지금도) 다양한 운영 체제를 위해 제공되고 있으며 여기에는 도스, 마이크로소프트 윈도우, 유닉스, FreeBSD, QNX, 리눅스가 포함된다. 윈도우 XP는 플러그 앤 플레이가 아닌 버전을 지원하지 않으며 윈도우 비스타는 NE2000을 아예 지원하지 않는다. 윈도우 2000은 동작 드라이버가 있는 것으로 보인다.

## 에뮬레이터 지원
- 도스박스: 서드파티 패치를 통해
- 커널 기반 가상 머신 (KVM)
- Bochs[4]
- PCem - v13 이후[5]

## 같이 보기
- 이더넷
- AMD Lance Am7990 - 1985 : AMD Am7990 네트워크 칩
- 3Com 3c509 - 1994 : 3Com 3c509 네트워크 카드
- RTL8139 - 1997-2005 : 리얼텍 8139 PCI 네트워크 칩 계열